# 1er corps d'armée (Vietnam du Sud)
Pour les articles homonymes, voir 1er corps d'armée.

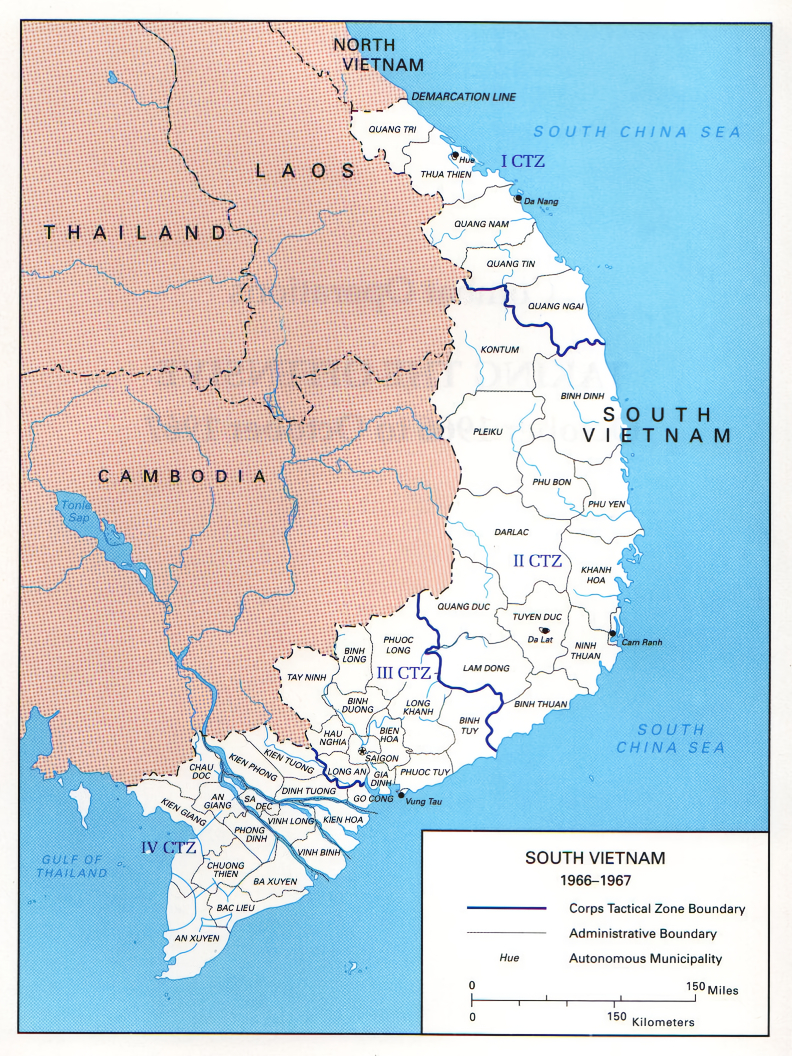
Carte décrivant les régions militaires du Sud-Vietnam, y compris la zone du I Corps/I CTZ.

Le 1er corps d'armée (en vietnamien : Quân đoàn I - en anglais : I Corps) était un corps de l'Armée de terre de la république du Viêt Nam (Army of the Republic of Vietnam - ARVN), branche des Forces armées de l'État du Viêt Nam du Sud, organisé dans un mélange de marine, d'armée de terre et de force aérienne. 
C'était le premier corps créé en 1957 et est l'un des quatre corps principaux de l'Armée de terre de la république du Viêt Nam. Au cours de son existence, le 1er corps d'armée a été chargé de contrôler cinq provinces au nord du territoire de la république du Vietnam, bordant le territoire du Nord-Vietnam contrôlé par le gouvernement de la république démocratique du Vietnam, la limite tampon nominale étant la zone vietnamienne démilitarisée (Demilitarized Zone - DMZ) du 5e parallèle. 
Au début de mars 1975, après avoir pris le contrôle des provinces des hauts plateaux de la 3e région militaire (Corps Tactical Zone 3 - 3 CTZ, devenue la région militaire 3) de la république du Vietnam, les forces de l'Armée populaire du Vietnam et de l'Armée de libération du Sud-Vietnam occupèrent respectivement Hué et Da Nang, battant les forces du 1er corps d'armée et renforçant les unités de la Réserve générale. Les unités restantes du 1er corps d'armée se retirèrent précipitamment vers le sud et furent fusionnées dans le 3e corps d'armée pour former la ligne Phan Rang. Le 1er corps d'armée a été officiellement dissous.
Le 1er corps est devenu opérationnel en novembre 1957.
Parmi ses formations et unités figurait la 1re division de l'ARVN. La Corps Tactical Zone I (I CTZ), devenue la Région militaire 1, était associée à la III Marine Expeditionary Force des États-Unis et au 24e corps d'armée (XXIV Corps).

## Histoire
Le prédécesseur de la 1re région tactique (Corps Tactical Zone 2 - 2 CTZ) était la 2e région militaire, créée le 1er juillet 1952, comme l'une des régions militaires de l'armée nationale du Vietnam. La zone de contrôle de la 2e région militaire, correspondant à la partie centrale du Vietnam, de Binh Thuan à Thanh Hoa. Le premier commandant était le lieutenant-colonel Nguyen Ngoc Le.
En 1954, le territoire des régions militaires a été ajusté, dans lequel la 2e région militaire a ajusté uniquement le territoire du Viêt Nam central de la frontière nord de la province de Quảng Ngãi vers le haut.
Après la création officielle de la république du Vietnam le 26 octobre 1955, l'ensemble du territoire du Sud-Vietnam contrôlé par la république du Vietnam a été divisé en 6 zones militaires. Le Territoire du Nord (correspondant à la partie centrale) appartient à la 2e région militaire, comprenant les :
- la province de Quảng Trị (Khe Sanh, Đông Hà, Quảng Trị),
- la province de Thừa Thiên-Huế (Phu Bai, Huế),
- la province de Quảng Nam (Đà Nẵng, Hội An),
- la province de Quảng Tín (en) (Tam Kỳ, Chu Lai (en)) et
- la province de Quảng Ngãi (Quảng Ngãi).
- et la ville de Da Nang.

Le premier commandant de la 2e région militaire de la république du Vietnam était le général de division Thai Quang Hoang.
Le 1er corps d'armée a été formé le 1er juin 1957 à Da Nang avec le noyau de la 1re division d'infanterie et de la 2e division d'infanterie, dirigée par le lieutenant-général Thai Quang Hoang, qui était le premier commandant. La zone de contrôle du 1er corps d'armée chevauchait complètement celle du 2e district militaire.
Le 20 juin 1966, le département général de la guerre politique a organisé le département de formation politique du 1er corps d'armée, 1re région militaire dirigé par le lieutenant-colonel Tran Huu Phuoc
À la fin de 1961, les districts militaires ont été réformés en zones tactiques (à l’exception du district militaire de la capitale qui est devenu le détachement de la capitale). Le 2e district militaire a été réformé en 1re région tactique, gagnant ainsi le titre combiné du 1er corps d'armée et de la 1re région tactique. Le territoire de la Région 1 est organisé en zones tactiques: 
- zone tactique 11 (comprenant les provinces de Quang Tri, Thua Thien),
- zone tactique 12 (comprenant les provinces de Quang Tin et Quang Ngai) et
- zone spéciale de Quang-Da (y compris la province de Quang Nam et la ville de Da Nang).

Les provinces étaient également organisées militairement en sous-districts tactiques, dirigés par un officier du grade de colonel ou de lieutenant-colonel avec le titre de gouverneur (ou maire) et commandant de sous-district, commandant et envoyant directement les unités et sous-districts de l’armée locale (y compris les pelotons rebelles). L'effectif de chaque subdivision était équivalent au nombre d’un à deux régiments d’infanterie, mais en termes d’équipement, il n'était pas égal à celui des unités principales. Par conséquent, si nécessaire, il sera soutenu par les divisions d’infanterie. Par conséquent, lors de la coordination du combat avec le sous-préfet sous le commandement du commandant de division.

### Du bouleversement bouddhiste de 1963 au bouleversement central de 1965
En mai 1963, l'anniversaire de Bouddha de 1963 a eu lieu à Hué. Le gouvernement Ngo Dinh Diem, après des mesures d'apaisement inefficaces, a décidé d'utiliser des mesures dures, mobilisant les forces policières et militaires pour réprimer le mouvement bouddhiste. Le commandant du 1er corps d'armée et de la 1er région tactique à cette époque était le général de division Le Van Nghiem, car il n'acceptait pas l'utilisation de troupes pour réprimer les manifestations non violentes des bouddhistes dans la région centrale le 16 septembre 1963, a été convoqué, et renvoyé à Saigon et placé sous l'autorité de l'état-major. Le plus haut fonctionnaire du gouvernement de la république du Vietnam dans la région centrale de l'époque, Ho Dac Khuong, représentant du gouvernement des Hauts Plateaux du Centre, a également été rappelé. Le général de division Do Cao Tri, commandant de la 1re division d'infanterie, a été nommé en remplacement du général de division Nghiem. Un mois après le coup d'État, le 12 décembre, sous la pression bouddhiste, le général Do Cao Tri et le général Nguyen Khanh ont échangé les postes de commandants du 1er corps d'armée et du 2e corps d'armée.
Bien que le mouvement bouddhiste ait été temporairement réprimé, les conflits politiques et sociaux dans la république du Vietnam ont continué à s'intensifier, conduisant à un coup d'État des généraux militaires dirigés par le général Duong Van Minh. Cependant, à peine deux mois plus tard, le commandant du 1er corps d'armée et de la 1re région tactique, le général Nguyen Khanh, a soudainement amené un certain nombre d'unités sous son commandement à Saigon, a procédé à la « Rectification » et a démis les généraux de leur commandement, le Conseil militaire révolutionnaire, devenant de facto le chef suprême de la république du Vietnam. Cependant, le général Khanh a également prouvé qu'il n'était pas capable de stabiliser la situation, même s'il a tenté de rechercher le soutien des Américains en déclarant qu'il accueillait favorablement les troupes américaines pour participer à la guerre dans le Sud. Finalement, le groupe de jeunes généraux a coopéré, destitué et poussé le général Khanh à l'exil.
À leur tour, les jeunes généraux se sont précipités pour concourir pour le pouvoir, provoquant continuellement de nombreuses mutineries, perturbant constamment la situation dans la république du Vietnam. Des mouvements de masse ont éclaté continuellement, exigeant la démocratisation du pays, la création de l'Assemblée constituante et le retour à un gouvernement civil. Le gouvernement central ayant destitué le général Nguyen Chanh Thi, commandant du 1er corps d'armée et de la 1re région tactique, qui critiquait ouvertement le général Nguyen Van Thieu (président du Comité national de direction, également connu sous le nom de chef de l'État) et le général Nguyen Cao Ky (président du Comité national de direction, également connu sous le nom de Premier ministre). Les actions du Comité exécutif central, qu'il considérait comme injustes et corrompues, furent considérées comme la cause directe du soulèvement central de 1966, malgré le changement continu du poste de commandant du corps (4 généraux en seulement 3 mois). Les forces du 1er corps d'armée, dont la plupart de leurs soldats pratiquaient le bouddhisme, ont toujours refusé d'obéir aux ordres du gouvernement central, se rangeant du côté des manifestants. Face au risque croissant de sécession, le gouvernement, dirigé par le général Nguyen Cao Ky en tant que Premier ministre, a décidé de recourir aux parachutistes et à la police de campagne pour réprimer les manifestations. Bien que le soulèvement central ait pris fin, le gouvernement de la république du Vietnam a dû consacrer ses efforts à stabiliser la société de la ville, affaiblissant ainsi les efforts contre la république démocratique du Vietnam. Les soldats, en particulier les soldats bouddhistes sur la ligne de front, ne se sentaient pas en sécurité dans le combat car l'arrière était dans le chaos.

### Offensive générale de l'Armée de libération lors de l'offensive du Têt de 1968
Depuis 1959, la république démocratique du Vietnam organise la route Truong Son pour approvisionner en armes et compléter les cadres des communistes du Sud. Après la création de l'Armée de libération du Sud-Vietnam, en 1961, le Politburo et la Commission militaire centrale du Parti travailliste du Vietnam ont approuvé un plan visant à diviser la zone militaire du Sud-Vietnam. En conséquence, dans la zone correspondant à la 1re zone tactique se trouvent les champs de bataille B1 (créé en 1961), B4 (créé en 1966), B5 (créé en 1964) et la 5e région militaire (créée en 1961). Théoriquement, ces zones militaires sont sous le commandement du commandement de l'Armée de libération du Sud-Vietnam, en réalité directement sous le commandement de l'Armée populaire vietnamienne pour diriger les opérations.
Du côté du gouvernement américain, face à l'échec de la stratégie de guerre spéciale, le président Lyndon B. Johnson et les principaux responsables de la Maison-Blanche, du Pentagone et de la CIA ont débattu avec acharnement sur les solutions proposées par le général Maxwell Taylor et un certain nombre d'autres ont proposé qu'elles soient finalement adoptées, est parvenu à un consensus d'opinion pour choisir l'option de l'envoi de troupes américaines dans le Sud pour maintenir le gouvernement de Saigon et "démontrer au peuple américain, aux alliés et à l'ennemi l'image d'une Amérique superpuissance". Le 8 mars 1965, à 9 heures du matin, la 9e brigade des Marines américains débarquait sur la côte de Da Nang, marquant le début de la participation directe de l'armée américaine à la guerre du Vietnam. En tant que zone de première ligne, les forces américaines et alliées de la 1re région tactique rassemblent les unités les plus grandes et les plus élitistes, notamment les forces de la 3e division de Marines et du 24e corps d'armée des États-Unis, ainsi que les divisions Tigre et Cheval blanc de Corée.
En juin 1967, le Politburo et la Commission militaire centrale du Parti travailliste vietnamien élaborèrent une stratégie décisive, créant un tournant dans la guerre. Le plan d'offensive générale et de soulèvement général élaboré par l'état-major général a ensuite été approuvé, identifiant les champs de bataille clés comme étant Saigon - Gia Dinh, Da Nang, Hué, et l'importante direction stratégique de coordination comme Duong 9 - Khe Sanh. Plus précisément : parallèlement à l'attaque de la force principale dans la direction de coordination stratégique particulièrement importante de la Route 9 - Khe Sanh pour attirer et retenir les forces stratégiques ennemies, une attaque stratégique visant à vaincre les villes et villages à grande échelle dans tout le Sud, combinée avec des soulèvements de masses dans les zones urbaines et rurales, ouvrant la voie à une attaque générale et à un soulèvement général, prenant le champ de bataille principal comme Saigon - Gia Dinh, Da Nang, Hue, l'accent est mis sur Saigon, Da Nang, Hue et les grandes villes. Route 9 - Campagne de Khe Sanh, 10 jours avant l'offensive du Têt, l'Armée de libération ouvrira le feu pour attaquer le groupe bastion de Khe Sanh afin de forcer les États-Unis à se concentrer sur l'envoi de forces principales vers le nord pour y faire face, créant ainsi les conditions permettant de garder secrète la direction clé.
Sur la base des informations des services de renseignement, la partie américaine a fait un certain nombre de prédictions concernant l'attaque, mais en termes de stratégie, tant les États-Unis que la république du Vietnam ont été surpris par la durée et l'ampleur de l'attaque. Cependant, les forces de l'armée américaine dans les deux provinces de Quang Tri et Thua Thien maintiennent toujours un état de combat, empêchant de grandes unités de l'Armée populaire et de l'Armée de libération d'attaquer massivement à travers la zone frontalière. Du côté de la république du Vietnam, la négligence était plus évidente lorsque seule la 1re division du général Ngo Quang Truong a rapidement émis une interdiction de camper et est passée au statut de combat lorsque l'offensive du Têt a éclaté.
Le 1er juillet 1970, la 1re région tactique est rebaptisée 1re région militaire. L'organisation de la région tactique est abolie.
En 1971, la république du Vietnam a organisé et exécuté l'opération Lam Son 719 à partir de la 1re région militaire avec pour objectif les bases, les troupes avancées et la logistique de l'Armée Populaire du Nord dans la région du Bas Laos.

#### Lam Son 719
Le général Hoàng Xuân Lãm s'est vu confier la responsabilité de la zone tactique du 1er corps d'armée en 1967. Il a coordonné l'opération sud-vietnamienne Lam Sơn 719, qui visait à détruire le corridor logistique nord-vietnamien connu sous le nom de piste Ho Chi Minh, dans le sud-est du Laos, au cours de l'année 1971. En raison de ses liens politiques avec le président Nguyễn Văn Thiệu, il était encore commandant du 1er corps d'armée lorsque les Nord-Vietnamiens ont lancé l'offensive de Pâques en 1972. Lãm est rappelé à Saigon le 2 mai 1972 par Thiệu, qui le relève de son commandement, en raison de plaintes concernant l'aptitude et les compétences de Lãm en tant que général. Ngô Quang Trưởng, ancien commandant de la 1re division et du 4e corps d'armée, lui succède au poste de commandant.
Le 20e régiment de chars, le premier régiment de chars de l'ARVN, a été formé à Quảng Trị en 1971 et équipé de M48 Patton.

### La dernière bataille
Après la signature de l'Accord de Paris de 1973, les forces américaines et alliées se sont retirées une à une du Vietnam. L'aide a été supprimée. Le 1er corps d'armée s'est complètement effondré pendant la campagne Hue-Da Nang menée par la sinistre armée communiste nord-vietnamienne.
Les forces de la 1re région militaire (Military Region 1 - MR 1) se désintègrent lors de l'offensive de printemps de 1975 (campagne de Hué-Da Nang). La situation des Sud-Vietnamiens dans la 1re région militaire avait retrouvé une certaine stabilité après la défaite d'une poussée de trois divisions de l'Armée populaire vietnamienne (People's Army of Vietnam - PAVN) à la fin de l'année 1974. Au début de l'année suivante, la région militaire 1 alignait trois divisions d'infanterie (les 1re, 2e et 3e), les divisions d'élite des troupes aéroportées et des Marines, quatre groupes de Rangers et la 1re brigade blindée (créée en 1969 pour regrouper tous les régiments de cavalerie blindée de la RM 1). Jusqu'à la mi-mars, les Nord-Vietnamiens avaient limité leurs opérations offensives à des tentatives de couper la route 1, la principale ligne de communication nord-sud, entre Huế et Da Nang et entre Da Nang et Chu Lai. Pour faire face aux Sud-Vietnamiens, le général de brigade Lê Trọng Tấn (en) avait rassemblé une force composée des fissures des 2e, 304e, 324B, 325C et 711e division, ainsi que de neuf régiments d'infanterie indépendants, trois régiments de sapeurs, trois régiments blindés, douze régiments antiaériens et huit régiments d'artillerie.

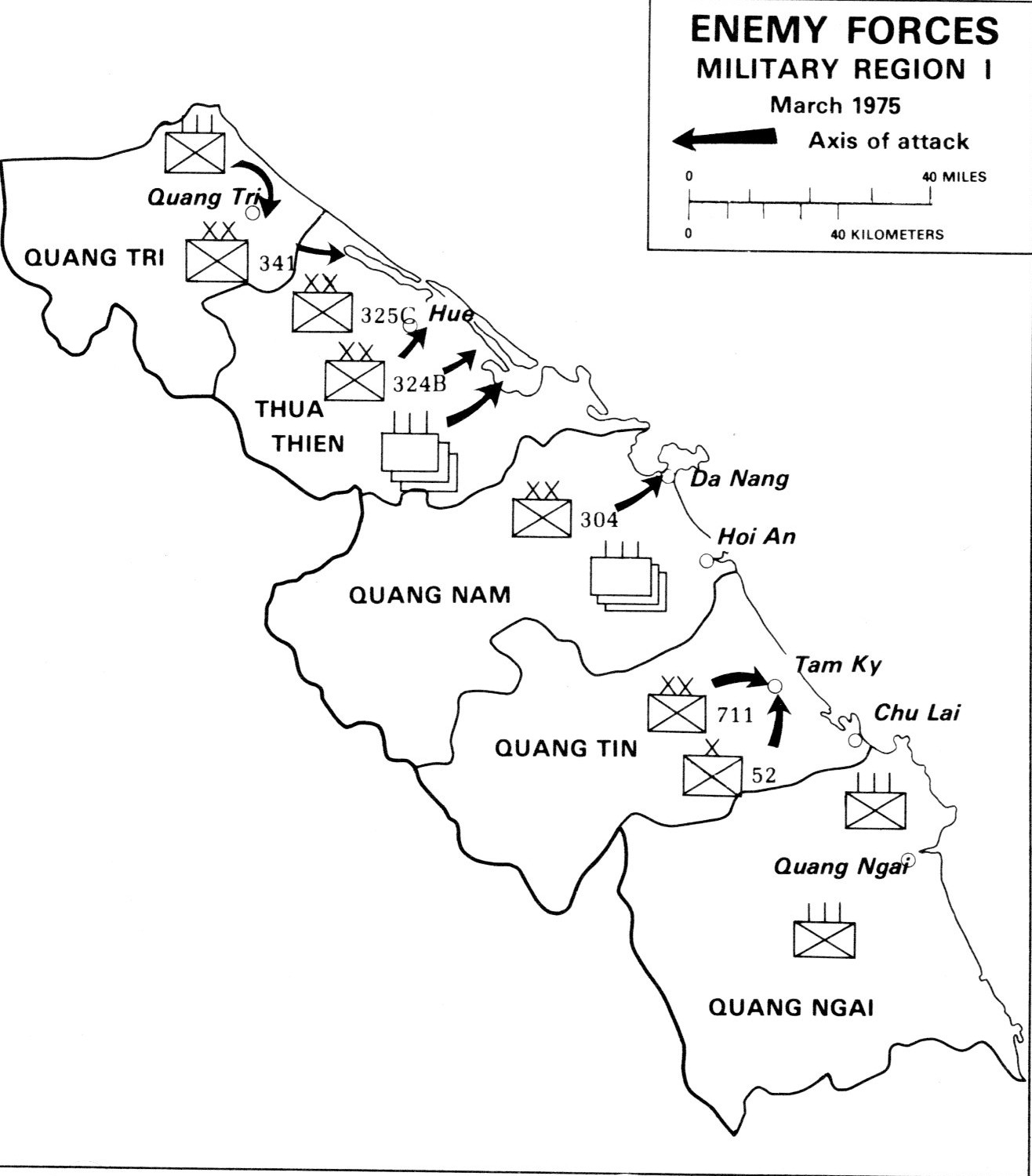
Phase initiale de l'offensive de la PAVN dans le 1er corps d'armée

Lors d'une réunion à Saigon le 13 mars, le président Thiệu est informé de la situation militaire par Trưởng et un autre commandant de corps. Thiệu a ensuite exposé son plan de consolidation nationale. Trưởng avait compris qu'il était libre de redéployer ses forces pour tenir la région de Da Nang, mais il fut choqué de découvrir que la division aéroportée devait être transférée au 3e corps d'armée (sans que Trưởng le sache à l'époque, la division des Marines était déjà destinée à être redéployée, les deux unités formant alors une nouvelle réserve nationale).
Le général Trưởng fut rappelé à Saigon le 19 mars pour informer Thiệu de son plan de retrait. Le général avait élaboré deux plans d'urgence : Le premier reposait sur le contrôle par le gouvernement de la route 1, qui serait utilisée pour deux retraits simultanés de Huế et Chu Lai vers Da Nang; le second supposait l'interdiction de la route par la PAVN et prévoyait un retrait en trois enclaves : Huế, Da Nang et Chu Lai. Il ne s'agissait toutefois que d'une mesure provisoire, car les forces qui se retiraient à Huế et à Chu Lai devaient ensuite être transportées par mer jusqu'à Da Nang par la marine. Le président stupéfie alors le général en lui annonçant qu'il a mal interprété ses ordres précédents: l'ancienne capitale impériale de Huế ne doit pas être abandonnée. Pour ne rien arranger, Trưởng découvre que sa force est réduite par le retrait de la division aéroportée.
Le quartier général du commandement du 1er corps d'armée et de la 1re région tactique est situé au camp Nguyen Tri Phuong, à Da Nang. Après 1975, cet endroit était le quartier général du commandement de la 5e région militaire 5 de l'Armée populaire vietnamienne.

## Organisation
Etat-major organisationnel du 1er corps d'armée au début de 1975 :
Quartier général
- Quartier général
- Département de la sécurité militaire
- Salle 1 administration générale
- Salle 2 renseignement
- Salle 3 opérations
- Commandement logistique
- Commandement de l'artillerie

Unités de combat affiliées
- 1re division d'infanterie : responsable des provinces de Thua Thien, Quang Nam et Da Nang
- 2e division d'infanterie : responsable des provinces de Quang Tin et Quang Ngai
- 3e division d'infanterie : responsabilité dans la province de Quang Tri. Après 1972, responsabilité de la région de Da Nang
- Armée Locale et Armée Insurgée : responsabilités dans la zone de chaque Sous-Région[9]

Unités opérationnelles affiliées à
- Division aéroportée[10]
- Division de Marines[11]
- Côte de la 1re région de la marine
- 1re division de l'Armée de l'Air
- 1re brigade de cavalerie
- Artillerie de la 1re région militaire
- Rangers de l'Armée de terre (groupes 11, 12, 14, 15)

Sous-régions et sous-zones spéciales
- Sous-zone de Quang Tri : sous-zones (districts) de Cam Lo, Dong Ha, Gio Linh, Hai Lang, Huong Hoa, Mai Linh, Trieu Phong et la région de la ville de Quang Tri.
- Sous-zone de Thua Thien : sous-zones de Huong Dien, Huong Thuy, Huong Tra, Nam Hoa, Phong Dien, Phu Loc, Phu Thu, Phu Vang, Quang Dien et la sous-zone de la ville de Hue (y compris les districts de Thanh Noi, Ta Ngan et Huu Ngan).
- Sous-région de Quang Nam : sous-régions de Duy Xuyen, Dai Loc, Dien Ban, Duc Duc, Hieu Duc, Hieu Nhon, Hoa Vang, Que Son, Thuong Duc et Hoi An Town.
- Sous-zone de Quang Tin : sous-zones de Hau Duc, Hiep Duc, Ly Tin, Thang Binh, Tien Phuoc et Tam Ky Town.
- Sous-zone de Quang Ngai : Sous-zones de Ba To, Binh Son, Duc Pho, Minh Long, Mo Duc, Nghia Hanh, Son Ha, Son Tinh, Tra Bong, Tu Nghia et la ville de Quang Ngai.
- Zone spéciale de Da Nang : principalement la zone de la ville de Da Nang (y compris les districts 1, 2 et 3)

## Commandants du 1ercorps d'armée
| N° | Nom complet      | Grade                                                | Durée du mandat     | Commentaires |
| -- | ---------------- | ---------------------------------------------------- | ------------------- | --- |
| 1  | Thái Quang Hoàng | Lieutenant général (1956)                            | 06/1957-10/1957     | Premier commandant. Dernière fonction : ambassadeur de la république du Vietnam en Thaïlande (1964)                                                              |
| 2  | Trần Văn Đôn     | Lieutenant général (1957)                            | 10/1957-12/1962     | Dernière fonction: vice-Premier ministre de l’Inspection et ministre de la Défense (1975)                                                                        |
| 3  | Lê Văn Nghiêm    | Général de division (1955)                           | 12/1962-8/1963      | Dernière fonction : directeur du département de la mobilisation du département de la Défense (1965)                                                              |
| 4  | Đỗ Cao Trí       | Général de division (1963) Lieutenant général (1963) | 08/1963-12/1963     | Dernière fonction : commandant du IIIe corps d'armée et commandant du détachement de la capitale. Accident d’hélicoptère en 1971, promu général à titre posthume |
| 5  | Nguyễn Khánh     | Lieutenant général (1963)                            | 12/1963-02/1964     | Dernière fonction : chef de l’État de la république du Vietnam (1964)                                                                                            |
| 6  | Tôn Thất Xứng    | Général de division (1964)                           | 02/1964-11/1964     | Dernière fonction : commandant du Collège militaire (1964-1966)                                                                                                  |
| 7  | Nguyễn Chánh Thi | Général de division (1964) Lieutenant général (1965) | 11/1964-03/1966     | Dernière fonction : membre du gouvernement du Centre (1965-1966)                                                                                                 |
| 8  | Nguyễn Văn Chuân | Général de division (1965)                           | 03/1966-04/1966     | Dernière fonction : sénateur pour le mandat 1967-1973. |
| 9  | Tôn Thất Đính    | Lieutenant général (1963)                            | 04/1966-05/1966     | Dernière fonction : sénateur pour le mandat 1967-1973. |
| 10 | Huỳnh Văn Cao    | Général de division (1962)                           | 15/5/1966-30/5/1966 | Dernière fonction : premier vice-président du Sénat 1971-1975.                                                                                                   |
| 11 | Hoàng Xuân Lãm   | Général de division (1965) Lieutenant général (1967) | 06/1966-05/1972     | Dernière fonction : secrétaire général adjoint à la Défense (1972-1975).                                                                                         |
| 12 | Ngô Quang Trưởng | Lieutenant général (1972)                            | 05/1972-04/1975     | Dernier commandant. |

## Unités

1re division d'infanterie
2e division d'infanterie
3e division d'infanterie
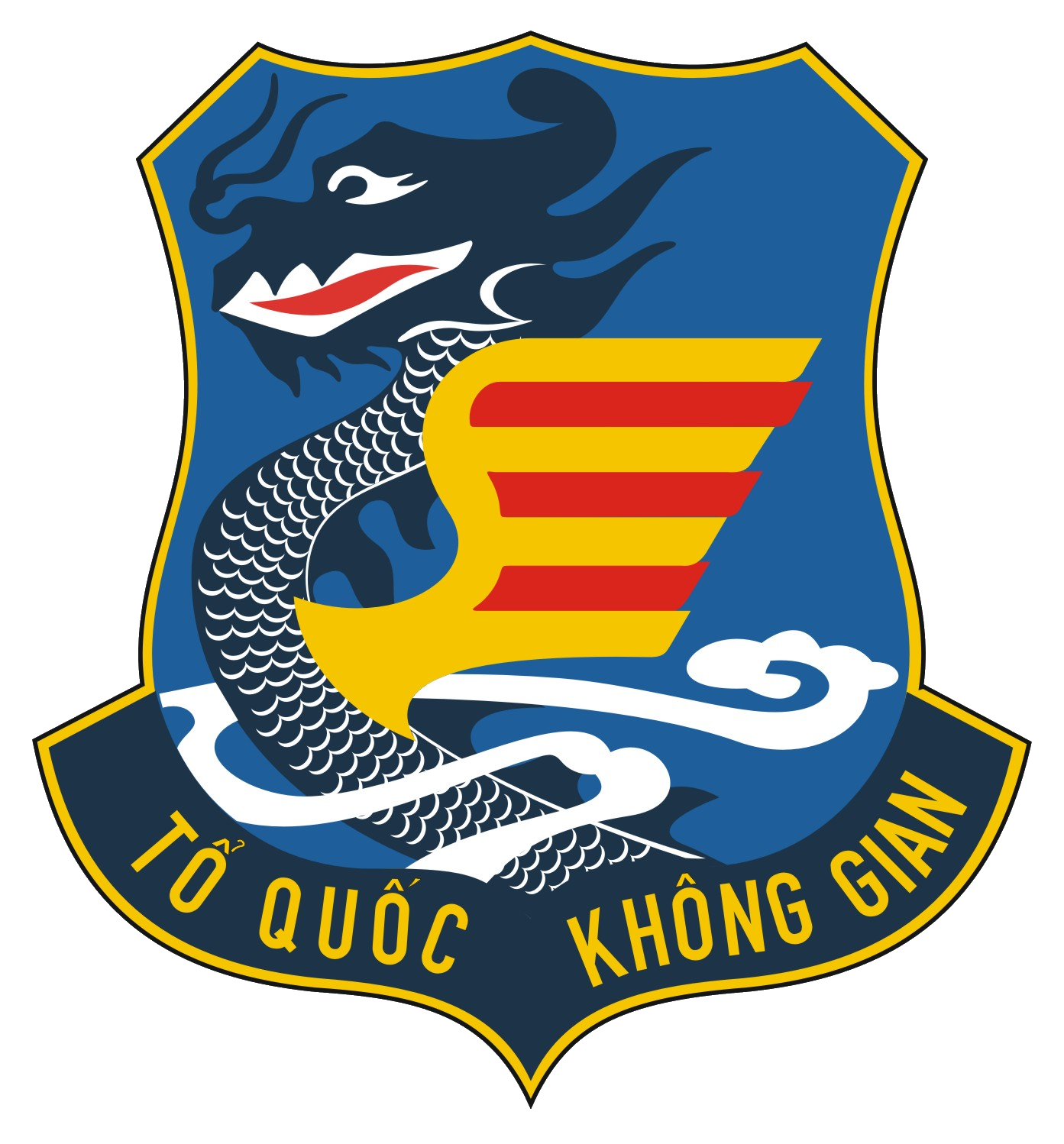
1re division de l'Armée de l'Air
1re région navale côtière
Rangers de la 1re région militaire
Division aéroportée
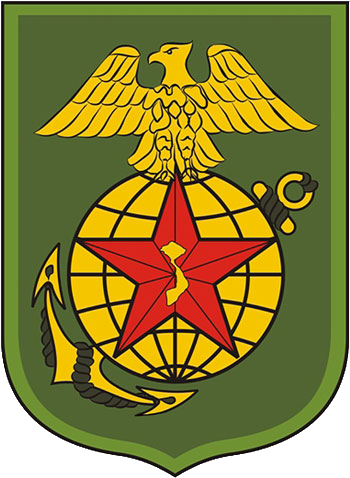
Division de Marines
Artillerie du 1er district militaire
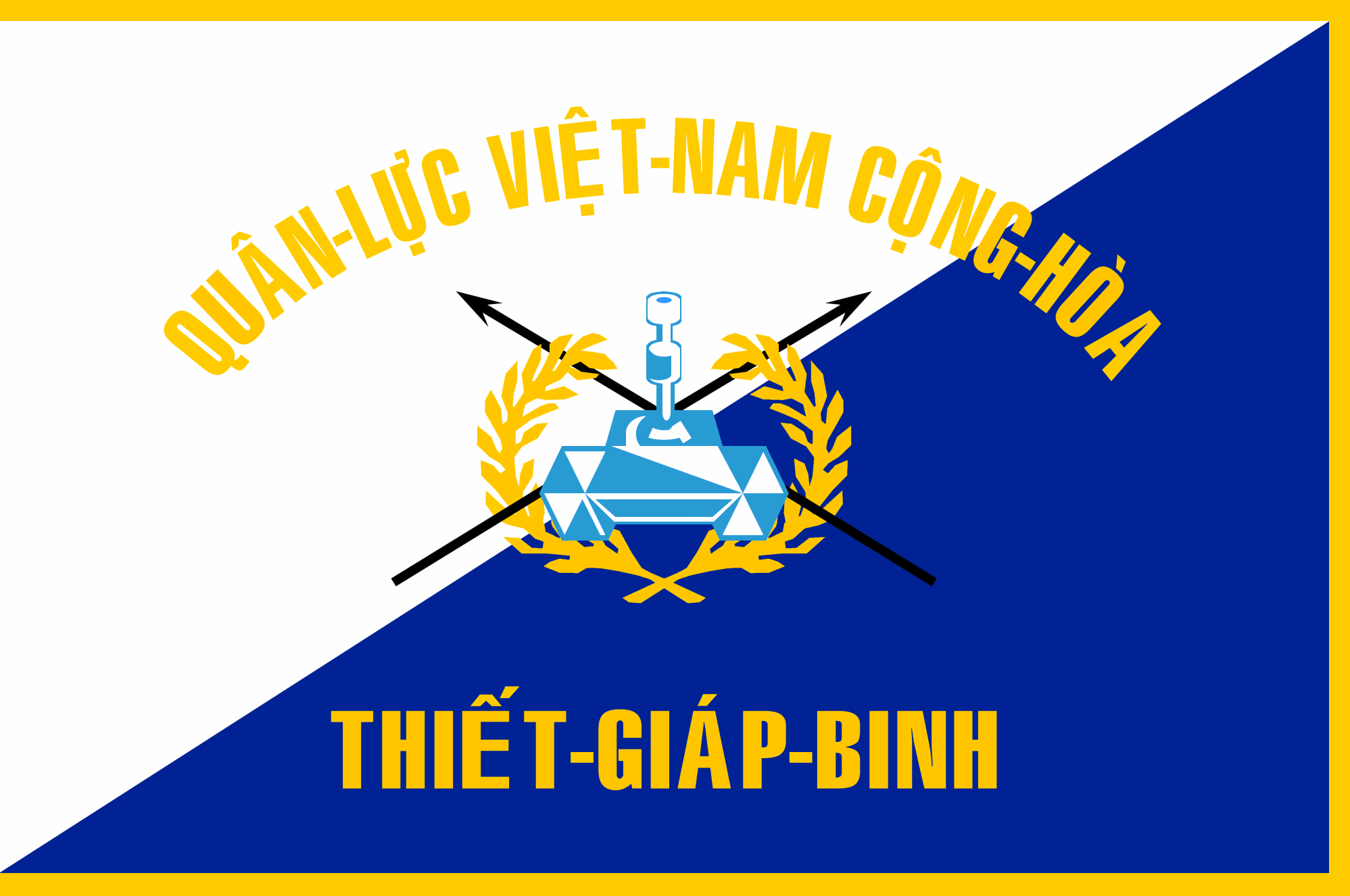
1er brigade de cavalerie
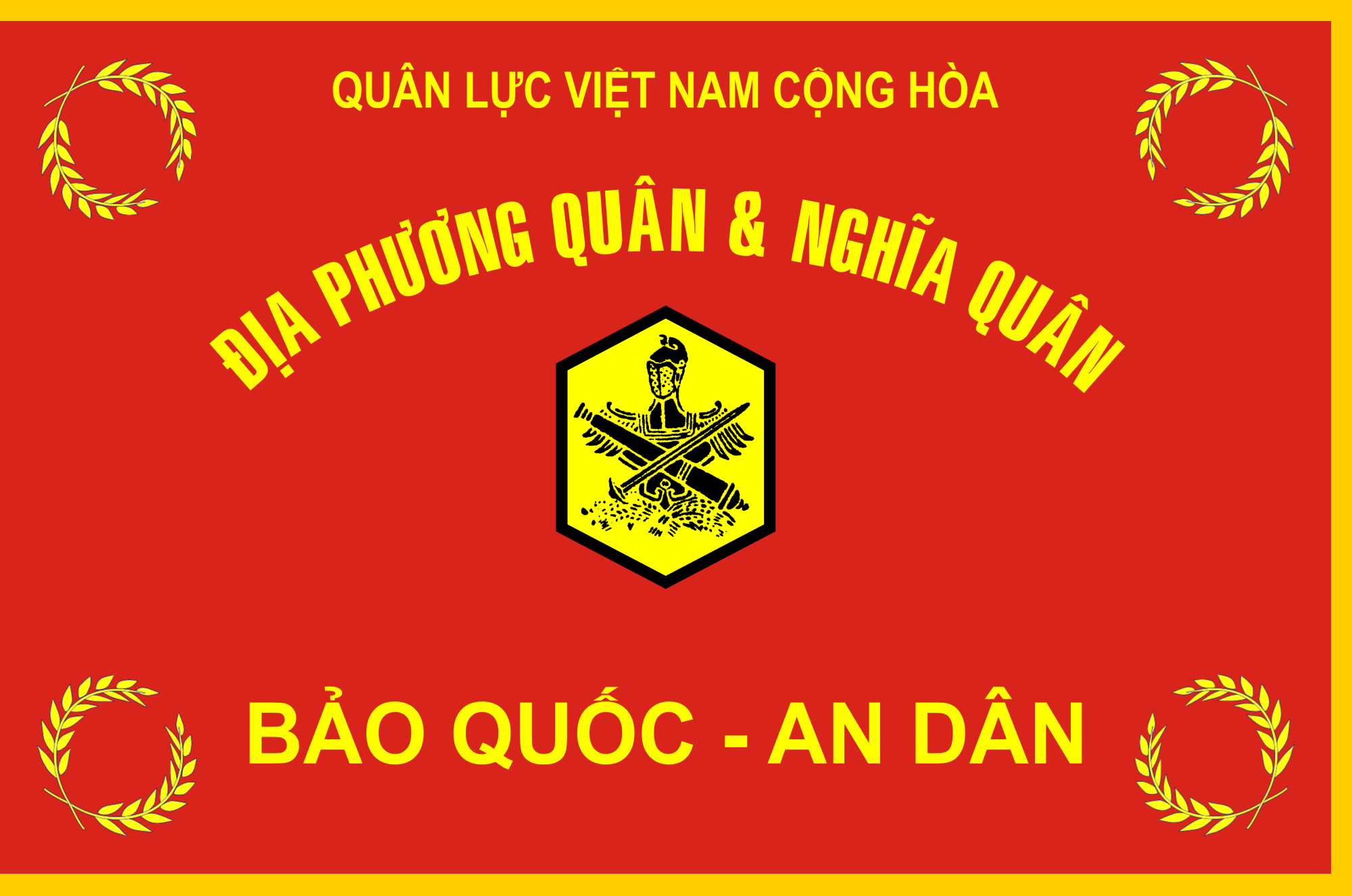
Troupes locales et insurgés

## Source
- (en) Cet article est partiellement ou en totalité issu de l’article de Wikipédia en anglais intitulé « I Corps (South Vietnam) » (voir la liste des auteurs).
- (vi) Cet article est partiellement ou en totalité issu de l’article de Wikipédia en vietnamien intitulé « Quân đoàn I (Việt Nam Cộng hòa) » (voir la liste des auteurs).